# Eospalax
Eospalax é um gênero de roedores da família Spalacidae, endêmico da China.

## Espécies
- Eospalax fontanierii (Milne-Edwards, 1867)
- Eospalax rothschildi (Thomas, 1911)
- Eospalax smithii (Thomas, 1911)